# Eva Hoornik

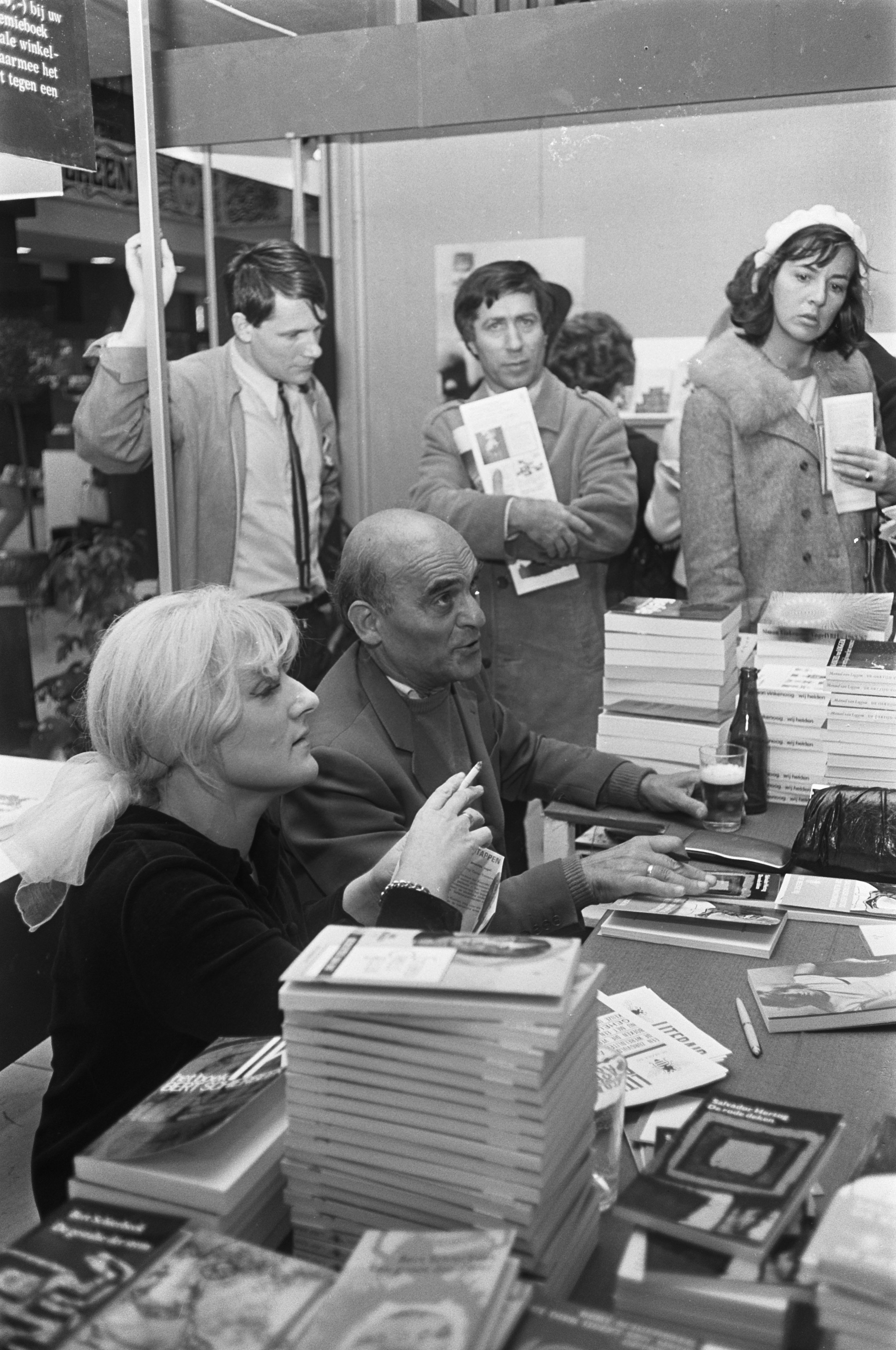
Boekenmarkt in de
RAI, Salvador Hertog en Eva Hoornik

Eva Maria Hoornik (Amsterdam, 23 december 1937 - Amsterdam, 24 mei 2021) was een Nederlands schrijfster, journaliste en feministe.
Eva Hoornik was dochter van schrijver Ed. Hoornik en Elisabeth Theodore Nussbaum; een echtscheiding volgde in 1957. Ze werd grotendeels opgevoed door haar moeder, vader vertrok naar zijn tweede vrouw, schrijfster Mies Bouhuys. Zelf trouwde ze in 1970 met de schrijver J. Bernlef; het echtpaar kreeg twee kinderen. Haar tweelingzus Erica Hoornik huwde schrijver K. Schippers. Er was op auteursgebied enige tijd sprake van de "Hoornik-clan".
Ze was van plan actrice te worden, maar haar vader duwde haar richting de journalistiek. Mede onder invloed van haar leraar Nederlands Rob Nieuwenhuys (ook wel Breton de Nijs) ging het inderdaad die richting op. Ze ging schrijven voor het Haarlems Dagblad afdeling kunst en mocht in november 1959 Bernlef interviewen naar aanleiding van de door hem gewonnen Reina Prinsen Geerligsprijs. Hij bleek ook les te hebben gehad van Nieuwenhuys, maar op een andere school. Vlak daarna, mei 1960, trouwde ze met Bernlef. In oktober 1968 publiceerde zij haar enige enigszins autobiografische roman Ontbijt met z’n drieën bij De Bezige Bij over een driehoeksverhouding (man, vrouw, vriendin). Ze staakte daarop het literair schrijven. Ze ging de kinderen opvoeden, maar ze zag de situatie al voor zich met twee schrijvers allebei in de boeken gedoken. In het huwelijk wilde ze wel financieel onafhankelijk blijven. Ze schreef artikelen voor de bladen Eva overgaand in Viva, Avenue en Opzij, emancipatoire stukken, ze vond zichzelf niet echt feministisch. In 1974 keerde ze zich naar de radio en maakt voor de KRO de serie De letter M, praatprogramma’s met vrouwen. Daarna volgde een korte periode de NOS. In 1987 had ze een programma bij de Radio Volks Universiteit (onder andere De vrouw in de islam en Vrouwen van Oranje). Er waren toen ook plannen voor een serie over vrouwelijke componisten, wederom bij de KRO en toch meerdere boeken. 
Bibliografie:
- 1968: Ontbijt met z’n drieën
- 1971: Ik hou van jou (verzameling liefdesbrieven van derden)

Ze overleed aan keelkanker. Haar rouwadvertentie begint met "Het leven was een feest, maar nu is het mooi geweest".
- Digitale Bibliotheek voor de Nederlandse Letteren: hoor010
- Virtual International Authority File: 195646472